# ريحانة صونة (الرقة)
ريحانة_صونة قرية سورية تتبع ناحية مركز تل أبيض في منطقة تل أبيض في محافظة الرقة. بلغ عدد سكانها 350 نسمة في عام 2004 حسب إحصاء المكتب المركزي للإحصاء.